# کیزیل‌تخته (قره‌تاش)
کیزیل‌تخته (به ترکی استانبولی: Kızıltahta) یک منطقهٔ مسکونی در ترکیه است که در قره‌تاش (شهر) واقع شده‌است. کیزیل‌تخته ۱۷۷ نفر جمعیت دارد و ۱۶ متر بالاتر از سطح دریا واقع شده‌است.